# Zijtaart
Zijtaart est un village situé dans la commune néerlandaise de Meierijstad, dans la province du Brabant-Septentrional. En 2009, le village comptait environ 1 500 habitants.